# Alció del paradís de les Aru
L'alció del paradís de les Aru (Tanysiptera hydrocharis) és una espècie d'ocell de la família dels alcedínids (Alcedinidae) que habita els boscos de les illes Aru i sud de Nova Guinea.